# Rob Stenders
Rob Stenders (geboren als Rob Zieltjens, de achternaam van zijn vader) (Oisterwijk, 18 april 1965) is een Nederlands radio-dj.

## Biografie

### Jeugd
Rob Stenders groeide op in Oisterwijk als Rob Zieltjens. Zijn vader Henk Zieltjens was van 1956 tot 1971 actief als profvoetballer (linksbuiten) bij de toenmalige Tilburgse profclubs LONGA en NOAD. Toen Rob ongeveer zes jaar was, scheidden zijn ouders. Op zijn zestiende liet hij zijn naam officieel veranderen in Stenders, de achternaam van zijn moeder.

### Begin
Stenders begon zijn radiocarrière in 1980 bij Radio Starlight en stapte in 1981 over naar Radio Fantasy FM in Weelde en naar de piratenzender Radio Flamingo als Robbie Hewson, in Tilburg voordat hij bij een nationaal radiostation terechtkwam.

### Radio 3
Eind 1985, rond de herindeling en herbenaming van de publieke radiozenders per zondag 1 december 1985 (de oude naam "Hilversum" werd herbenoemd naar "Radio"), stapte Stenders over naar de publieke omroep VARA en maakte hij in de nacht van 3 op 4 december 1985 zijn debuut op de nationale radio in het radioprogramma Muziek in de nacht op Radio 2. De eerste plaat die hij aankondigde was Bicycle Race van de Britse band Queen. Op dinsdag 3 juni 1986 begon Stenders met de presentatie van het programma de Verrukkelijke 15, elke dinsdag tussen 16:00 en 18:00 uur op Radio 3. Op dinsdag 27 oktober 1987 presenteerde Stenders tussen 16:00 en 18:00 uur voor het laatst voor de VARA op Radio 3.

### Veronica en andere
Stenders stapte per 30 oktober 1987 over naar Veronica waar hij Adam Curry opvolgde als presentator naast Jeroen van Inkel. Samen presenteerden zij het populaire vrijdagavondprogramma Stenders & Van Inkel tussen 19:00 en 22:00 uur op Radio 3. Daarnaast presenteerde Stenders programma's als Oh, wat een nacht en  D'Rob of D'ronder. Ook presenteerde hij vanaf april 1988 enkele maanden het programma Goud van Oud. Op 30 augustus 1991 werd de allerlaatste "Stenders & Van Inkel" uitgezonden.
Per 31 augustus 1991 vertrok Stenders voor een kortstondig avontuur naar het commerciële radiostation Power FM.
Nadat per zaterdag 31 oktober 1992 een groot deel van het Veronica Radio 3 dj team overstapte naar het net opgerichte Radio 538, keerde Stenders per zaterdag 7 november 1992 weer terug bij Veronica op de nieuwe uitzenddag zaterdag op Radio 3 om onder andere Listen to the music, D'Rob of D'ronder en Shock Radio te presenteren. Met het vertrek van Veronica uit het publieke bestel per 1 september 1995, was Stenders nog korte tijd op HitRadio Veronica te horen. Hij richtte (vervolgens) samen met Jan Hoogesteijn de alternatieve radiozender Kink FM op, waar hij in 1996 weer vertrok uit onvrede met het nieuwe geformatteerde muziekbeleid. Vervolgens was Stenders enige tijd wekelijks te horen op Jazz Radio. 

### 3FM
Vanaf begin 1997 keerde Stenders terug bij vanaf dan Radio 3FM. Door het vertrek van Gerry Jungen uit de dag-programmering bij deze zender in december 1996, kwam er een plek vrij in de programmering op werkdagen tussen 14:00 en 15:00 uur. Vanaf februari 1997 presenteerde Stenders namens de VARA samen met Fred Siebelink het programma Stenders in de middag tussen 14:00 en 15:00 uur. Per maandag 1 september 1997 verdween De Magic Friends (NCRV programma van Peter Plaisier en Sjors Fröhlich) uit de programmering, waardoor Stenders in de middag, een uur uitbreiding kreeg en vanaf dan tussen 14:00 en 16:00 uur uitgezonden werd.
Op maandag 17 april 2000 verhuisde Stenders naar de ochtend. Hij volgde de naar Radio 538 overgestapte Edwin Evers op met de zeer populaire ochtendshow Stenders Vroeg, van maandag t/m vrijdag tussen 6:00 en 9:00 uur. Dit deed hij namens de VARA samen met zijn sidekicks Fred Siebelink, Eric Dikeb en de van Big Brother bekende Bart Spring in 't Veld.

### Yorin
Per juni 2004 stapte Stenders met zijn sidekicks over naar Yorin FM en zette daar zijn ochtendshow voort onder de naam Stenders Vroeg Op.

### Terug bij de NPO
Drie jaar na zijn vertrek keerde Stenders terug bij de publieke omroep, waar hij vanaf maandag 7 mei 2007 voor de VARA het dagelijkse lunchprogramma Stenders Eetvermaak tussen 12:00 en 14:00 uur op vanaf dan 3FM presenteerde. Stenders moest stoppen met de presentatie van dat programma vanwege de nieuwe publieke omroepen die toetraden tot het publieke bestel, zoals PowNed, en omdat BNN meer zendtijd kreeg ten koste van andere omroepen. De laatste uitzending van Stenders Eetvermaak was op 29 juli 2010.
Sinds september 2010 was Stenders werkzaam bij de nieuwe aspirant-omroep PowNed als Hoofd Radio. Daarnaast ging hij programma's maken voor die omroep. Op vrijdagmiddag tussen 14:00 en 16:00 uur, in de oude zendtijd van RabRadio, ging hij RobRadio en later Stenders Vrijmibo presenteren. Verder maakte hij tussen 22:00 uur 's avonds en 01:00 uur 's nachts het programma Stenders Latevermaak op 3FM. Ook zijn vaste sidekicks Jelmer Gussinklo, Fred Siebelink en Bert van Lent gingen met hem mee naar PowNed.
Stenders maakte tussen september 2011 en juni 2012 het programma SBS Jazz bij PowNed op het inmiddels opgeheven NPO Radio 6. SBS stond in dit geval voor soul-blues-Stenders.
Sinds 3 januari 2015 presenteerde Stenders het programma Stenders Platenbonanza op NPO Radio 2 voor de AVROTROS, elke zaterdagmiddag tussen 14:00 en 16:00 uur. Vanaf januari 2016 werd dit elke werkdag van 14:00 tot 16:00 uur en later van maandag tot en met donderdag. Sinds september 2015 maakt Stenders een tweede programma op deze zender, genaamd One Night Stenders. In juli 2017 werd bekend dat Stenders en zijn team een nieuw contract bij BNNVARA hadden getekend. Stenders ging ervan uit dat hij het door hemzelf bedachte programma Stenders  Platenbonanza mee kon nemen naar BNNVARA. Echter staken de omroepbazen van AVROTROS hier helaas een stokje voor en wilden het tijdslot 14:00 tot 16:00 uur op werkdagen op NPO Radio 2 niet afstaan. Even later maakte AVROTROS bekend dat per 1 september 2017 Annemieke Schollaardt overstapt van NPO 3FM naar NPO Radio 2 en het tijdslot van Stenders over zou nemen. Na een gedwongen onderbreking in het najaar van 2017 begon hij op maandag 1 januari 2018 dit programma op het oude tijdslot 14:00-16:00 uur te continueren op NPO Radio 2, maar nu onder de vlag van BNNVARA van maandag tot en met donderdag. Schollaardt bleef op dit tijdslot van vrijdag tot en met zondag. Dit was het resultaat van luide protesten van luisteraars, oud Veronica DJ Lex Harding en koortsachtig overleg met de NPO omroepbazen en de directie van NPO Radio. Afgesproken werd dat ze bij afwezigheid elkaars programma zouden overnemen, al bleek dit in de praktijk niet of nauwelijks het geval.
Op vrijdagavond tussen 22:00 en 00:00 uur ging Stenders onder de vlag van BNNVARA ook weer zijn programma One Night Stenders presenteren op NPO Radio 2. Vanaf de nacht van 10 op 11 mei 2020 tussen 00:00 en 2:00 uur presenteerde Stenders, nu samen met Leo Blokhuis, zijn oude programma uit zijn Radio 3 tijd in de jaren 80 bij de VARA; de Verrukkelijke 15. Vanaf de nieuwe NPO Radio 2 programmering in het weekeinde per 3 oktober 2020, is het tijdslot per 4 oktober 2020 verplaatst naar de zondagmiddag tussen 16:00 en 18:00 uur. 
Op 18 december 2020 maakte Stenders in zijn vrijdagavondprogramma One Night Stenders bekend dat hij ook de komende jaren op NPO Radio 2 te horen zou blijven.

### Terug naar Veronica
Ondanks zijn eerdere bekendmaking van 18 december 2020, maakte Stenders op 23 februari 2021 bekend dat hij na 25 jaar zou terugkeren bij Radio Veronica, waar hij niet alleen als dj het programma op werkdagen tussen 14:00 en 16:00 uur als Bonanza zal voortzetten, maar ook als Radio Directeur aan de slag gaat. Zijn sidekick Caroline Brouwer maakt samen met Stenders de overstap naar Talpa Radio.
 Eerder was Stenders, samen met Leo Blokhuis, al gestart met het muziek- en podcastplatform Stenders & Blokhuis op JUKE, onderdeel van Talpa Network.
De laatste uitzending van Stenders Platenbonanza op NPO Radio 2 werd derhalve op donderdag 25 februari 2021 uitgezonden en de laatste One Night Stenders op vrijdagavond 26 februari 2021. Op 1 maart 2021 nam Frank van 't Hof met Het Platenpaleis het oude tijdslot van Stenders tijdelijk over. Per 21 maart 2021 was Giel Beelen (in het weekeinde) de opvolger van Stenders als mede presentator van de Verrukkelijke 15. Inmiddels presenteert Leo Blokhuis vanaf augustus 2021 de lijst in zijn eentje. Het programma One Night Stenders verhuisde met Stenders mee naar Radio Veronica.
Stenders begon op 1 april 2021 aan zijn baan bij Talpa Radio als programmadirecteur van Radio Veronica. Zijn eerste uitzending was op maandag 28 juni 2021 te horen op de commerciële radiozender. Vlak na de lancering van de nieuwe programmering werd hij getroffen door het coronavirus.

### Overig
Stenders was, naast zijn werkzaamheden als radiopresentator, radiodirecteur bij Radio Veronica, een functie die hij eind september 2023 heeft neergelegd.Tevens is hij oprichter van KX Radio en soms ook televisiepresentator. Daarnaast schreef hij zijn autobiografie onder de naam Stenders Leesvermaak.
Naast zijn radioprogramma is Stenders ook te horen op zijn eigen XXL Bonanza stream. Op dinsdagavond is hij te horen van 23:00 uur tot middernacht met het Originals Alfabet.

## Singles
| Single met eventuele hitnotering(en) in de Nederlandse Top 40 | Datum van verschijnen | Datum van binnenkomst | Hoogste positie | Aantal weken | Opmerkingen                                                                  |
| ------------------------------------------------------------- | --------------------- | --------------------- | --------------- | ------------ | ---------------------------------------------------------------------------- |
| Sympathy for the devil                                        | 1990                  | 1990                  | 18              | 5            | Als het duo Buffalo Bob and the Rinkelstars ./ #18 in de Nationale Hitparade |
| Oranje is kampioen                                            | 2012                  | 2012                  | -               | -            | Samen met Jelmer Gussinklo en Fred Siebelink                                 |

## Radioprogramma's
| Programmatitel                       | Startdatum        | Datum laatste uitzending | Zender/omroep                        | Samen met |
| ------------------------------------ | ----------------- | ------------------------ | ------------------------------------ | --- |
| Muziek in de nacht                   | 4 december 1985   | 27 oktober 1987          | Radio 2, VARA                        | Jeroen Soer, Angelique Stein                                                                                 |
| VARA’s Verrukkelijke 15              | 3 juni 1986       | 27 oktober 1987          | Radio 3, VARA                        | |
| Stenders en Van Inkel                | 30 oktober 1987   | 30 augustus 1991         | Radio 3, Veronica                    | Jeroen van Inkel                                                                                             |
| Oh, wat een nacht                    | 30 oktober 1987   | 31 augustus 1991         | Radio 3, Veronica                    | |
| Goud van Oud                         | 8 april 1988      | 22 juli 1988             | Radio 3, Veronica                    | |
| D'Rob of D'Ronder                    | 29 juli 1988      | 30 augustus 1991         | Radio 3, Veronica                    | |
| Diverse programma's                  | 1991              | 1991                     | Power FM                             | |
| Vroegerobstaan                       | 5 oktober 1992    | 30 oktober 1992          | AKN                                  | |
| Oh, wat een nacht                    | 7 november 1992   | 31 januari 1993          | Radio 3, Veronica                    | |
| Het is maar een spelletje            | 7 november 1992   | 29 december 1993         | Radio 3, Veronica                    | Ad Bouman |
| Goud van Oud                         | 7 november 1992   | 30 januari 1993          | Radio 3, Veronica                    | |
| Listen to the Music                  | 5 februari 1993   | 26 augustus 1995         | Radio 3, Veronica                    | |
| D'Rob of D'Ronder                    | 7 november 1992   | 26 augustus 1995         | Radio 3, Veronica                    | |
| Shockradio                           | 7 november 1992   | 18 september 1994        | Radio 3, Veronica                    | Floortje Dessing, Fred Siebelink                                                                             |
| Outlaw Radio                         | 25 september 1994 | 26 augustus 1995         | Radio 3, Veronica                    | Floortje Dessing, Fred Siebelink                                                                             |
| Diverse programma's                  | 1995              | 1996                     | KINK FM                              | |
| Stenders in de middag                | 3 februari 1997   | 14 april 2000            | 3FM, VARA                            | Fred Siebelink                                                                                               |
| Freakolympics                        | 8 februari 1997   | 2005                     | VARA / Yorin FM / KX Radio           | Fred Siebelink                                                                                               |
| Stenders Vroeg                       | 17 april 2000     | 14 mei 2004              | 3FM, VARA                            | Fred Siebelink, Eric Dikeb, Bart Spring in 't Veld                                                           |
| Stenders' Popdossier                 | 5 januari 2003    | 15 mei 2004              | 3FM, VARA                            | |
| Stenders Vroeg Op                    | 23 juni 2004      | 31 maart 2006            | Yorin FM                             | Fred Siebelink, Henkjan Smits (tot 2005), Margreet van Gils (tot 2005), Jeroen Kijk in de Vegte (vanaf 2005) |
| Diverse programma's                  | 1 april 2005      | 9 oktober 2017           | KX Radio                             | |
| Stenders Eetvermaak                  | 7 mei 2007        | 29 juli 2010             | 3FM, VARA                            | Jelmer Gussinklo, Bert van Lent, Lana Wolf, Leon Polman, Robbert-Jan van de Velde                            |
| Het Steenen Tijdperk                 | 7 september 2008  | 25 juli 2010             | Radio 2, AVRO                        | |
| The Best of 2night                   | 5 september 2009  | 31 juli 2010             | Radio 2, VARA                        | |
| RobRadio: Stenders vrimibo           | 3 september 2010  | 1 augustus 2015          | 3FM, PowNed                          | Jelmer Gussinklo                                                                                             |
| Stenders Late Vermaak                | 3 september 2010  | 1 augustus 2015          | 3FM, PowNed                          | Jelmer Gussinklo, Fred Siebelink, Jamai Loman, Danny Vera                                                    |
| SBS Jazz                             | 7 september 2011  | 6 juni 2012              | Radio 6, PowNed                      | |
| Rob Standards/Stenders Platenbonanza | 3 januari 2015    | 25 februari 2021         | NPO Radio 2, PowNed/AVROTROS/BNNVARA | Caroline Brouwer                                                                                             |
| One Night Stenders                   | 4 september 2015  | 26 februari 2021         | NPO Radio 2, AVROTROS/BNNVARA        | Fred Siebelink, Caroline Brouwer                                                                             |
| Verrukkelijke 15                     | 11 mei 2020       | 21 februari 2021         | NPO Radio 2, BNNVARA                 | Leo Blokhuis                                                                                                 |
| Bonanza                              | 28 juni 2021      |                          | Radio Veronica (Talpa Radio)         | Caroline Brouwer                                                                                             |
| One night Stenders                   | 3 juli 2021       |                          | Radio Veronica (Talpa Radio)         | Fred Siebelink, Caroline Brouwer                                                                             |
| Stenders & Ekdom                     | 6 september 2024  |                          | Radio Veronica (Talpa Radio)         | Gerard Ekdom                                                                                                 |

## Televisieprogramma's
| Programmatitel        | Startdatum      | Datum laatste uitzending | Zender/omroep         | Samen met        |
| --------------------- | --------------- | ------------------------ | --------------------- | ---------------- |
| Countdown             | 1990            | 1991                     | Veronica, Nederland 2 | Jeroen van Inkel |
| Stenders Late Vermaak | 11 januari 2007 | 8 maart 2007             | Tien                  |                  |
| Freakolympics         | 4 november 2012 | 14 april 2013            | 192TV                 |                  |

## Prijzen
- Zilveren Reissmicrofoon (2000)
- Marconi Oeuvre Award (2005)
- Pop Media Prijs (2019).[12][13]

Huidige: · Annemieke Schollaardt · Bart Arens · Carolien Borgers · Evelien de Bruijn · Corné Klijn · Daniël Lippens · Desiree van der Heiden · Dolf Jansen · Eddy Keur · Emmely de Wilt · Evert Duipmans · Jan-Willem Roodbeen · Jeroen Kijk in de Vegte · Jeroen van Inkel · Leo Blokhuis · Martine ten Klooster · Morad El Ouakili · Paul Rabbering · Ruud de Wild · Shay Kreuger ·Tannaz Hajeby · Thomas Hekker · Willemijn Veenhoven
Voormalige: Alfred van de Wege · Andrew Makkinga · Bert Haandrikman · Bert Kranenbarg · Cees van Zijtveld · Cielke Sijben · Daniël Dekker · Edwin Diergaarde · Felix Meurders · Ferry Maat · Frank du Mosch · Frits Sissing · Frits Spits · Gerard Ekdom · Giel Beelen · Gijs Staverman · Hans Schiffers · Henk van Steeg · Jan Paul Grootentraast · Jasper de Vries · Jeanne Kooijmans · Jeroen Mulder · Jetske van Staa · Jurgen van den Berg · Karel van Cooten · Kasper Kooij · Kimberley Dekker · Malou Holshuijsen · Marc Adriani · Marisa Heutink · Mart Smeets · Miranda van Holland · One'sy Muller · Peter Schuiten · Peter van Bruggen · Rick van Velthuysen · Rob Stenders · Roeland van Zeijst · Ron Stoeltie · Rutger Radstaake · Ruud Hermans · Sander de Heer · Sander Guis · Sara Kroos · Simone Walraven · Ted de Braak · Thijs Maalderink · Thomas van Vliet · Timur Perlin · Toine van Peperstraten · Tom Mulder · Will Luikinga · Yora Rienstra· Wouter van der Goes· Frank van 't Hof · Stefan Stasse  ·